# 卡琳·梅策
卡琳·梅策（德語：Karin Metze，1956年8月21日—），旧姓乌布利希（Ulbricht），德国女子赛艇运动员。她曾代表东德参加1976年和1980年夏季奥林匹克运动会赛艇比赛，获得二枚金牌。